# Rerir
Rerir ist eine mythologische Gestalt aus dem nordischen Sagenkreis. Er ist König von Hunenland (möglicherweise Frankenland), Sohn Sigis, Enkel Odins, Vater des Wölsung, des Stammvaters der Wölsungen. 
Da er und seine Frau lange Zeit kinderlos blieben, wandten sie sich an die Götter, um Abhilfe zu schaffen. Odin und seine Frau Frigg sandten Liod, eine Tochter des Riesen Hrimnir, mit einem Apfel der Fruchtbarkeit zu Rerir. Liod ließ ihm den Apfel in den Schoß fallen; der König verstand die Botschaft und gab den Apfel seiner Frau zu essen. In der nächsten Schlacht fiel Rerir, aber seine Frau war schwanger. Diese Schwangerschaft dauerte allerdings 6 Jahre, bis sie genug davon hatte und das Kind Wölsung per Kaiserschnitt zur Welt bringen ließ. Diese Operation kostete sie das Leben. Wölsung heiratete später Liod, die seiner Mutter vermittels des Apfels zur Schwangerschaft verholfen hatte, und sie herrschten gemeinsam über das Hunenland.